# Лук Дробова
Лук Дробова (лат. Allium drobovii) — многолетнее травянистое растение, вид рода Лук (Allium) семейства Луковые (Alliaceae).

## Этимология
Вид назван в честь Василия Петровича Дробова (1885—1956), русского и советского ботаника, специалиста по флоре Средней Азии.

## Распространение и экология
В природе ареал вида охватывает Тянь-Шань (Каратау и юго-западные отроги Таласского Алатау). Эндемик. Описан с гор Каратау.
Произрастает на каменистых и щебнистых склонах.

## Ботаническое описание
Луковицы по 1—2 прикреплены к восходящему корневищу, узко-конические, почти цилиндрические, толщиной 1—1,5 см, с кожистыми, буроватыми, раскалывающимися, сетчатыми оболочками. Стебель мощный, высотой 50—100 см, почти до половины одетый гладкими влагалищами листьев.
Листья в числе 5—9, зелёные, широко-линейные, шириной 4—15 мм, плоские, гладкие, значительно короче стебля.
Зонтик шаровидный, многоцветковый, густой. Листочки почти шаровидного околоцветника зеленовато-беловатые, с зеленоватой жилкой, длиной 4—5 мм, широко-продолговатые, тупые, наружные — лодочковидные, едва короче внутренних. Нити тычинок почти в 2 раза длиннее листочков околоцветника, при самом основании сросшиеся, цельные, шиловидные, равные. Столбик выдается из околоцветника.
Коробочка немного длиннее околоцветника.

## Таксономия
Вид Лук Дробова входит в род Лук (Allium) семейства Луковые (Alliaceae) порядка Спаржецветные (Asparagales).
|  |                                      |  |                                                             |                                                             |                   |  | ещё 24 семейства (согласно Системе APG II) | ещё 24 семейства (согласно Системе APG II) |                     |  |  |  | ещё более 870 видов |
|  |                                      |  |                                                             |                                                             |                   |  | ещё 24 семейства (согласно Системе APG II) | ещё 24 семейства (согласно Системе APG II) |                     |  |  |  | ещё более 870 видов |
|  |                                      |  |                                                             | порядок Спаржецветные                                       |                   |  |                                            |                                            | род Лук             |  |  |  |                     |
|  |                                      |  |                                                             | порядок Спаржецветные                                       |                   |  |                                            |                                            | род Лук             |  |  |  |                     |
|  | отдел Цветковые, или Покрытосеменные |  |                                                             |                                                             | семейство Луковые |  |                                            |                                            | вид Лук Дробова     |  |  |  |                     |
|  | отдел Цветковые, или Покрытосеменные |  |                                                             |                                                             | семейство Луковые |  |                                            |                                            |                     |  |  |  |                     |
|  |                                      |  | ещё 44 порядка цветковых растений (согласно Системе APG II) | ещё 44 порядка цветковых растений (согласно Системе APG II) |                   |  |                                            | ещё около 300 родов                        | ещё около 300 родов |  |  |  |                     |
|  |                                      |  |                                                             | ещё 44 порядка цветковых растений (согласно Системе APG II) |                   |  |                                            |                                            | ещё около 300 родов |  |  |  |                     |